# Masiu
Masiu é um município de  quinta classe de renda municipal (d) na província Lanao do Sul, nas Filipinas. De acordo com o censo de 1 de maio  de  2020 possui uma população de 33 580 pessoas e 4 963 domicílios.